# Julio Hernández López
Julio Hernández López, también conocido como Julio Astillero (Torreón, Coahuila, México, 24 de diciembre de 1954), es un periodista, abogado y escritor mexicano. La revista Forbes lo nombró tercero en la lista de los periodistas más influyentes en Twitter, en el 2015. En marzo de 2017, recibió la medalla de la Fundación John Reed por su trabajo periodístico durante el año anterior. Ha publicado Las horas contadas del PRI (Editorial Grijalbo, 1997) y Encabronados (Editorial Planeta, Temas de Hoy, 2017). Recibió el Premio Nacional de Periodismo 2021, en la categoría Periodismo de opinión y análisis.

## Trabajo en medios de comunicación
Julio Hernández ha participado en programas de radio y televisión, en mesas de análisis y debate. Durante dos años intervino en La Mesa de los Periodistas, en Televisa, conducida por Víctor Trujillo. También fue colaborador en el canal de Imagen Televisión.
Fue director editorial de Grupo Radio Centro y participó en varios programas del canal 8.1 de televisión digital terrestre para la Ciudad de México y su área metropolitana, llamado La Octava, hasta el 20 de marzo de 2020. Condujo también el noticiero nocturno de ese canal y su propio programa de radio, que forma también parte de Radio Centro hasta el 4 de febrero de 2020, dejando el cargo del Consejo Editorial al director general, Juan Aguirre Abdó.
Tiene un canal de YouTube llamado Julio Astillero.

### La Jornada: "Astillero"
En el diario mexicano La Jornada publica, de lunes a viernes, su columna "Astillero".
Fundó y es director general de La Jornada San Luis, una de las franquicias de ese diario. Fue reportero de asuntos políticos de los diarios Unomasuno y Excélsior.

### Televisión por Internet:Otratele
En el 2006, fundó y fue conductor de la primera televisión por internet en América Latina: Otratele, la cual registró 1 millón de visitas en un mes.[cita requerida]. Más tarde comenzó el proyecto en internet titulado Videocharlas Astilladas, transmitido a través de Periscope, Facebook en vivo y Youtube.

## Participación política
Fue líder universitario en la Universidad Autónoma de San Luis Potosí, donde terminó su licenciatura en Derecho. Como dirigente del Frente Popular Estudiantil, vinculado a movimientos obreros, campesinos y populares, junto con otros activistas fue detenido, encarcelado y liberado días después, ante lo insostenible de los cargos imputados.[cita requerida]
Con el objetivo de impulsar procesos democráticos en la elección de candidatos a puestos de elección popular, fue presidente estatal del Partido Revolucionario Institucional (PRI) en San Luis Potosí, donde realizó una huelga de hambre de diecinueve días en la que exigió transparencia en el caso del asesinato del excandidato presidencial Luis Donaldo Colosio Murrieta. Años atrás, con el propio Colosio como presidente del comité nacional priista, había sido secretario adjunto de Programas Especiales, desde donde encabezó un proyecto de crítica interna y reconstrucción política denominado Movimiento para el Cambio Democrático.[cita requerida]

## Premios y reconocimientos
- 2021 - Premio Nacional de Periodismo en la categoría Periodismo de opinión y análisis, por su columna Astillero, bajo el título Mil 805 hectáreas ‘excluidas’[4]